# Casas Señoriales (Rociana del Condado)
Las Casas Señoriales son un grupo de viviendas privadas construidos en el municipio de Rociana del Condado, provincia de Huelva. Estas casas debido a su singularidad e historia son una seña de identidad del municipio y forman parte del Conjunto Histórico protegido de Rociana del Condado.

## Historia
La construcción de las Casas Señoriales tuvo lugar en la época de mayor desarrollo económico de Rociana y su comarca, ocurrida a finales del siglo XIX y principios del XX. En 1868 se desató una plaga de filoxera que comenzó su extensión por Francia y Austria y se extendió por toda Europa, incluida el norte de España, aniquilando las cepas y perdiendo las cosechas de aquellos años. El Coto de Doñana actuó de barrera natural, por lo que la plaga tardó más tiempo en llegar hasta el El Condado de Huelva. Esto produjo que los empresarios vitivinícolas de otros lugares se trasladaran hasta la comarca onubense para conseguir satisfacer la demanda de vino de aquellos años.
Con esta bonanza económica, las clases pudientes edificaron de manera ostentosa sus domicilios, dando lugar a lo que hoy se conoce como Casas Señoriales. Otros edificios muestra de aquel apogeo económico son las Bodegas de San Antonio, la Torre del Alambique y la Torre de los Alicantinos, testigos del desarrollo económico de Rociana y su posterior declive, cuando la filoxera golpeó a la provincia de Huelva.

## Casas señoriales destacadas

### Casa de las Lositas
Edificada en 1911 en el nº12 de la calle Sevilla, es considerada como una de las más bellas de la localidad. Se la conoce con este nombre debido a la decoración de su fachada con pequeñas lositas de color verde, a excepción del pequeño zócalo que se decora por losetas de barro. La fachada se divide en varias zonas separadas por pilastras de yesería que conforman un dibujo a candelieri. Es destacable también la rejería en sus balcones y ventanas. Su interior repite el mismo esquema que la casa descrita anterior, con un patio central en torno al cual se edifica toda la vivienda.

### Casa n.º 16 en la calle Sevilla
Construida en la primera mitad del siglo XX, este edificio consta de dos plantas con un patio central con habitaciones colindantes. En la fachada destaca la utilización repetitiva del ladrillo en muros y vanos, y la cerámica policromada de estilo regionalista. Sus grandes vanos se cubren por una cerrajería muy elaborada y envuelta en roleos. En la planta superior destacan sus balcones laterales partidos por una columna que sustenta dos arcos y el gran balcón central acristalado por completo.

### Casa n.º 18 en la calle Amargura
Esta casa data de 1947. Destaca su fachada en ladrillo. Tiene una minuciosa elaboración en pilastras, entre las que sobresalen las dos de la puerta de acceso, que quedan rematadas por pequeñas columnas corintias. El balcón central está rematado por un ajedrezado en ladrillo. Toda la portada se remata por un pequeño imafronte al que sigue una balaustrada terminada en pequeñas pirámides con incrustación de azulejería azul. Entre la riqueza de su rejería destaca un pequeño medallón con un busto.

### Casa n.º 13 en la calle Amargura
Construida en torno a la primera mitad del siglo XX, su fachada es de ladrillo, dividida en tres calles y ornamentada en sus vanos. Destaca el uso de la cerámica y el ladrillo como elementos decorativos. Se trata de una combinación de los estilos de arquillos lombardos, arquillos árabes y modillones renacentistas. En el interior sigue la tipología de casa con patio central y zaguán con escalinata de acceso.